# Óscar Navarro González
Óscar Navarro González (Novelda, Vinalopó Mitjà, 1981) és un compositor, pedagog musical, director i clarinetista valencià.

## Biografia
Navarro González va estudiar amb Jesús Mula Martínez i Manuel Rives en el Conservatori Superior de Música Óscar Esplà en Alacant i va obtenir la seva llicenciatura en música com clarinetista. Després va estudiar amb Josep Fuster de Barcelona.
Com a membre de la jove orquestra de Múrcia (Orquestra de Joves de la Regió de Múrcia) i la jove Orquestra Nacional d'Espanya (JONDE), va tenir l'oportunitat de tocar amb els diferents directors Antoni Ros Marbá, Ricardo Frizza, Lin Tao, Lutz Köhler i George Pehelivanian, per Espanya i diversos països europeus com França, Suïssa, Alemanya i fins i tot per la República Popular de la Xina.
El seu interès en la composició li va portar a aprofundir els estudis en composició i direcció d'orquestra amb Ferrer Ferrán en l'Acadèmia de Música Allegro Internacional de València. A l'abril de 2005, va estrenar el seu poema simfònic El Arca de Noé per la Jove Orquestra Nacional d'Espanya que va ser gravat en CD. A l'octubre de 2006, va guanyar un primer premi en el Concurs Internacional de Composició de Música per a Banda Adolfo Ventas en Amposta amb la seva obra El Arca de Noè. El març de 2007, es va estrenar el seu concert per a clarinet amb el solista Eddy Vanoosthuyse a Brussel·les.
Va continuar estudiant composició de bandes sonores i música de televisió a l'Escola de Música Thornton de la Universitat del Sud de Califòrnia a Los Angeles i en 2008 va obtenir el seu màster en música. Col·labora sovint amb el compositor de cinema Christopher Young.
A l'abril de 2015 es va estrenar el seu concert per a oboè i orquestra, Legacy, al costat de la Nordwestdeutsche Philharmonie i sota la direcció de Manuel Gómez López. El solista i dedicatari de l'obra va ser Ramón Ortega Quero.

## Composicions

### Bandes sonores
- Sueños de sal, guanyador en 2015 del Goya a la millor pel·lícula documental.[2]
- La mula, banda sonora nominada en 2013 al Goya a la millor música original.[3]

### Obres per orquestra
- 2005 El Arca de Noé, poema simfònic per orquestra.
- 2007 Concierto per clarinet i orquestra.
- 2012 Concierto II, per clarinet i orquestra.
- Las Siete Trompetas del Apocalipsis (Las Siete Trompetas o el Apocalipsis), per cor mixt i orquestra.
- El paraíso, poema simfònic per orquestra.
- Legacy, concert per oboè i orquestra.

### Obres per banda
- 2005 El Arca de Noé, poema simfònic per orquestra.
- 2011 Las Siete Trompetas del Apocalipsis, per cor mixt i banda.
- Akris, marxa cristiana.
- ¡Alegría!, pasdoble.
- Alhaja, marxa mora.
- Andrés Contrabandista, pasdoble.
- Concierto per clarinet i orquestra.
- II Concierto per clarinet i orquestra.
- Conquista, marxa cristiana.
- Dunas, marxa mora.
- Expedición, poema simfònic per orquestra.
- # Danza del Puerto.
- # Galeras.
- # Antártida.
- # Deshielo-Alúd.
- # Soledad.
- # Retorno.
- José Mariá Belló, marxa cristiana.
- Puente de Clarinete, per clarinet i orquestra de vent.
- De La Vereda, pasdoble.
- Libertadores, poema simfònic per orquestra.
- Luis "El Caldós", pasdoble.
- Luz y la Soledad, marxa de processió.
- María Teresa Lacruz, pasdoble.
- Muntassir, marxa mora.
- Mustafá, marxa mora.
- Hosanna in Excelsis, marxa de processió.
- El paraíso, poema simfònic per orquestra.
- Santiago Mestre, pasdoble.
- Shanghai, una obertura asiàtica.
- Tilín, paso doble.
- Viajes, poema simfònic per orquestra.
- Un Paseo, pasdoble.
- 2017* "Paconchita", obertura llatina per orquestra simfònica, també hi ha adaptació per banda simfònica

### Música de cambra
- Arabian Gipsy Promenade, per conjunt de saxòfons i sons gravats prèviament.
- Continental, per quartet de clarinets.
- Cosas del Destino, trio per violí, violoncel i piano.